# Дополнительные виды обслуживания
ДВО или Дополнительные виды обслуживания — популярный в телекоммуникационной индустрии термин для обозначения сервисов, предоставляемых не ядром сети, а дополнительными платформами. В зарубежной литературе ДВО обычно именуется VAS (англ. Value Added Services услуги, приносящие дополнительный доход). В разных отраслях телекоммуникаций под термином ДВО могут подразумеваться разные понятия. Например, в мобильной телефонии обычно под этим термином подразумеваются все неголосовые услуги и услуги, не связанные с передачей CSD-данных и факсов (включая такие распространённые, как SMS, MMS, GPRS и пр.). 
В традиционной и цифровой телефонии (ISDN, VoIP) под дополнительными видами обслуживания понимаются такие услуги, как удержание вызова («вторая линия»), переадресация вызовов, возможность телеконференции, заказ обратного вызова (CallBack, USSD CallBack), предоставление дополнительного номера и т. п.

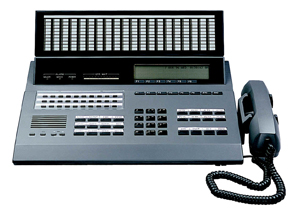
Консоль оператора телефонной связи используемая для подключения к УАТС и центрекс-системам. Оператор получив входящий вызов проверял статус требуемого внутреннего номера и при возможности — переводил вызов на этот внутренний номер. Входящие вызовы, поступившие на номер с консолью, организовывались в очередь с ожиданием.

Определённые функции реализуются непосредственно на телефонном аппарате или особом терминале конечного пользователя (например на консоль оператора, как на иллюстрации справа). Другие же виды ДВО доступны как функция АТС или благодаря интеграции телефонного аппарата или телефонного номера на АТС с компьютером пользователем или системами IP-телефонии.

## Дополнительные виды обслуживания в телефонии
Обычно ДВО в телефонной сети общего пользования предоставляются на уровне коммутатора и зависят от заключённого контракта (тарифного плана) абонента. Доступ к различным ДВО в этом случае нередко определяется в автоматическом режиме на уровне взаимодействия с биллинговой системой. Во внутренних сетях, ДВО доступно благодаря функциям офисной АТС и телефонных аппаратов. 
В IP-телефонии использование тех или иных ДВО зависят от возможностей программного коммутатора (софтсвича).
Среди услуг, предоставляемых в телефонии как ДВО известны:
- удержание вызова («вторая линия»)
- автодозвон
- заказ обратного вызова (CallBack)
- перехват вызова
- перевод вызова на другого абонента («слепой» и с сопровождением)
- переадресация
- конференц-связь и селекторные совещания
- вызов группы абонентов
- дополнительный номер
- персональные и системные автосекретари
- голосовая почта
- Уведомление о пропущенном вызове
- запись разговора
- будильник
- запрос точного времени
- управление услугами посредством голосового меню (IVR) или веб-кабинета
- замена гудка (КПВ (RBT))

В цифровой телефонии (ISDN и VoIP) также набирают популярность видеовызовы и видеоконференции.
В мобильной связи:
- Услуга отправки SMS, EMS, MMS.
- Услуги основанные на USSD запросах (определение баланса, смена тарифного плана, мобильный кошелёк и т. п.)
- LBS сервис. Возможность определения местоположения абонента и другие услуги, связанные с данной возможностью.
- Услуга WAP.
- Услуга MTV (мобильное телевидение).
- Видеосвязь в сети 3G, 4G.
- Услуги передачи данных на сетях всех поколений 2G GPRS/EDGE, 3G UMTS (R99)/HSPA+, 4G LTE.
- Последнее время начинает развиваться новое направление ДВО услуг, это — Облачные решения.

В мобильных сетях последних поколений сокращается количество технических ограничений на ДВО услуги. Поэтому ожидается появление новых видов услуг.

## Рынок мобильных ДВО в СНГ
Предоставлением дополнительных услуг в сетях мобильной связи занимаются контент-провайдеры. Операторы связи делятся частью выручки с такими компаниями в зависимости от условий работы каждого оператора. Контент-провайдеры в свою очередь занимаются разработкой и продвижением подобных услуг. Кроме продажи контента для мобильных телефонов перспективными направлениями считаются голосовые услуги IVR, информационные услуги и микроплатежи.
По данным исследовательского агентства iKS-Consulting, общий объём рынка VAS-услуг сотовой связи в России в 2005 году составил около 1,5 млрд долларов. По данным Comnews Research по итогам 9 месяцев 2007 года объём рынка дополнительных услуг в сетях сотовой связи России достиг $1 937,5 миллионов, что составляет 13,2 % от общих доходов от услуг сотовой связи в стране. По прогнозам Comnews Research, общие доходы от VAS в 2007 году могут превысить $2,75 миллиарда.
По данным группы компаний Streamline, в Белоруссии рынок VAS-услуг в 2006 году насчитывал 11,7 млн долларов, в 2007 году — 26,6 млн долларов.

### Структура рынка мобильных ДВО 2008—2009
В 2009 году специалисты прогнозировали некоторый спад среднего дохода на абонента мобильной связи в месяц — примерно на $2.
Общий объём рынка сотовой связи в России за 2008 г. достиг $30 млрд.
При этом 15 % от общего дохода заработала сфера дополнительных услуг связи — VAS.
$4,4 млрд было потрачено абонентами на SMS и замену гудков в своем мобильном телефоне популярными песнями, мелодиями, а также на приобретение игр и т. п. Половину дохода VAS, а именно 2,2 $ млрд. по праву принесли стандартные SMS-сообщения (ptp) абонентов друг другу. Остальные 50 % объёма рынка дополнительных услуг поделили такие сферы как WAP, мобильный интернет и контент для мобильных телефонов.
Расстановка сил здесь выглядела следующим образом: примерно поровну — по 15 % каждый — принесли WAP и Internet. Большая часть мобильных устройств российских абонентов — около 80 % — поддерживают технологию GPRS, 60 % — технологию EDGE. В настоящее время число пользователей приближается к 30 млн человек. В Европе уровень проникновения мобильного интернета равен 30 %, в России же количество его пользователей составляет порядка 40 миллионов.
Оставшиеся 20 % от объёма рынка VAS — $ 880 000 заработала сфера мобильного контента.
ARPU (средняя выручка на одного пользователя) «Большой тройки» в 2008 году зафиксировалось для абонентов МегаФона $15,5 в месяц, Вымпелком — $13,5, для МТС- $11 в месяц соответственно.
Особым успехом на рынке VAS пользуется RBT (замена гудка) — 30 % от прибыли на рынке мобильного контента. RBT является одной из самых развивающихся услуг на контент-рынке России. Затем следуют микроплатежи — 20 %; музыка, картинки и т. п.- 15 %; игры также −15 %; у видео — 5 %, другие услуги принесли 15 % прибыли.
Основными SMS-агрегаторами на сегодняшний день выступают компании:
- Информ-мобил
- Инкор Медиа, VAS Media (МегаФон)
- Темафон (RBT Билайн), не путать с АйПиТелефон
- DevinoTelecom
- Infobip
- SMSTraffic

Следует отметить, что 80 % объёма рынка VAS -услуг делят между собой 10 компаний-лидеров.
Питерские I-Free и Инфон специализируются на предоставлении всего спектра VAS-услуг. Что касается особенностей специализации московских игроков рынка мобильного контента, то « Агрегатор» оказывает услуги в области микроплатежей (что объясняет его успех с учетом указанных выше тенденций); игры для мобильных — прерогатива компании «Next Media»; провайдер «Ириком» специализируется на WAP- партнерских программах.
Московские же контент-провайдеры Avant Mobile и SMS Media Solution специализируются в основном на интерактивных медиа-проектах.